# Bentley D. Ackley
Bentley DeForest "B. D."  Ackley, född 27 september i Spring Hill, Pennsylvania 1872, död 3 september 1958 i Winona Lake, Indiana. Bror till psalmförfattaren Alfred Henry Ackley, organist, kompositör, pianist i Billy Sundays kampanjer samt redaktör i musikförlag. Han har komponerat cirka 3500 melodier.

## Psalmer
- Gick genom skymmande dälder min stig nr 24 i Tempeltoner
- Jag ger dig, Gud, mitt allt i Frälsningsarméns sångbok 1990 som nr 795
- Jag har en lots, som min farkost styr nr 55 i Tempeltoner
- Jag är pilgrim på väg till Sions stad
- När på min vandringsstig solen gått ner i Underbar frid som nr 3.
- O, sorgsna själ, Guds port är när nr 59 i Tempeltoner